# Paolo Berizzi
Paolo Berizzi, né le 11 août 1972 à Bergame, est un journaliste et écrivain italien, correspondant spécial du quotidien La Repubblica, où il travaille depuis 2000.

## Biographie
Paolo Berizzi est diplômé en philosophie à l'université de Milan. Il a commencé à travailler comme journaliste à l'âge de 17 ans, pendant ses études secondaires. Il est journaliste professionnel depuis 2000, année où, après de nombreuses expériences dans d'autres journaux et stations de radio, il a été engagé par la Repubblica, le journal où il travaille toujours. Depuis 2009, il est envoyé spécial. Il écrit sur l'actualité et la politique et est l'auteur de nombreuses enquêtes, interviews exclusives et scoops qui lui ont valu des prix en Italie et à l'étranger. Pour La Repubblica, il a longtemps traité, entre autres sujets, de la contrefaçon et de l'altération des aliments, du travail illégal et du travail agricole, du terrorisme islamique, du crime organisé, de la déviance des jeunes, de la drogue et du trafic de stupéfiants. Mais il est surtout connu pour son travail de près de vingt ans d'enquête sur le néofascisme.
Le 25 juillet 2016, le conseil de discipline territorial de l'ordre des journalistes (it) de Lombardie a sanctionné Berizzi pour avoir violé l'article 2 de la loi 69/63 et l'article 1 de la loi consolidée sur les devoirs des journalistes. L'article de Berizzi auquel il est fait référence, "L'enfant de quatre ans qui fait le salut fasciste : les parents le corrigent ou nous le virons du jardin d'enfants", a été publié dans La Repubblica le 12 mai 2015. Le texte de la sanction stipule que « Paolo Berizzi n'a pas réussi à convaincre cette commission qu'il a fait tout ce qui est requis d'un journaliste diligent pour vérifier une information avant de la publier. Il s'est, en fait, appuyé sur les déclarations d'une seule personne, déclarations qui n'ont été corroborées d'aucune manière».
À la suite de menaces de mort et d'actes d'intimidation reçus de la part de groupes néofascistes, il vit sous escorte depuis le 1er février 2019.

## Projets
En 2013, il a été le créateur et le promoteur du projet Tira Dritto - STOP cocaina (en collaboration avec le département des politiques anti-drogue de la présidence du Conseil des ministres), une campagne itinérante de prévention et de sensibilisation lancée directement dans les bastions de la distribution de cocaïne. L'initiative - suivie par les plus grands médias italiens - repose sur le format innovant de talkstreet, un débat public « de rue » qui utilise les mots comme une arme et vise à rétablir symboliquement la légalité pour un jour dans les coins des zones urbaines qui sont les fiefs des barons de la drogue. De nombreux témoignages du monde de la culture, de l'art, du sport et du spectacle ont rejoint Tiradritto, parmi lesquels Roberto Saviano, Roberto Bolle, Carlo Verdone, Kasia Smutniak, Ascanio Celestini et Pierfrancesco Favino.

## Œuvres
- Il mio piede destro, avec Dario Cresto-Dina, Milano, Dalai editore, 2005.
- Morte a 3 euro - nuovi schiavi nell’Italia del lavoro, Baldini Castoldi Dalai editore, 2008.
- Bande Nere, Bompiani, 2009.
- La Bamba, avec Antonello Zappadu, Milano, Dalai editore, 2013.
- NazItalia, Milano, BaldiniCastoldi, 2018.
- L'educazione di un fascista, Milano, Feltrinelli, 2020.
- È gradita la camicia nera. Verona, la città laboratorio dell'estrema destra tra l'Italia e l'Europa, Milano, Rizzoli, 2021.